# Мартиросян Грант Мартинович
Грант Мартинович Мартиросян (1913 — ?) — вірменський радянський діяч, секретар ЦК КП Вірменії, голова Комісії радянського контролю при РМ Вірменської РСР, голова Комітету з друку при РМ Вірменської РСР. Депутат Верховної ради Вірменської РСР.

## Життєпис
Закінчив Тифліський політехнічний інститут.
Член ВКП(б).
Слухач Вищої партійної школи при ЦК ВКП(б).
У 1942—1947 роках працював в апараті ЦК ВКП(б) у Москві.
У 1947 — березні 1952 року — завідувач організаційно-інструкторського відділу ЦК КП(б) Вірменії; завідувач відділу партійних, профспілкових та комсомольських органів ЦК КП(б) Вірменії.
29 березня — вересень 1952 року — секретар ЦК КП(б) Вірменії.
У 1958 — 11 вересня 1961 року — начальник Центрального статистичного управління при Раді міністрів Вірменської РСР.
11 вересня 1961 — 24 грудня 1962 року — голова Комісії державного контролю Ради міністрів Вірменської РСР.
14 січня 1964 — 1967 року — голова Комітету з друку при Раді міністрів Вірменської РСР.
У 1967—1972 роках — заступник голови Комітету з друку при Раді міністрів СРСР.
У 1972 — після 1975 року — заступник голови Державного комітету Ради міністрів СРСР у справах видавництв, поліграфії та книжкової торгівлі.
Подальша доля невідома.

## Нагороди
- орден Трудового Червоного Прапора (1960)
- медалі
- Заслужений працівник культури РРФСР (24.7.1973)